# تمندوة شمالية
تمندوة شمالية (الاسم العلمي: Tamandua mexicana) (بالإنجليزية: northern tamandua)‏ هي نوع من الحيوانات تتبع جنس التمندوة من فصيلة الناملات.